# Polymixis rhododactyla
Polymixis rhododactyla là một loài bướm đêm trong họ Noctuidae.